# Jostein Hasselgård
Jostein Hasselgård (Fredrikstad, 24 maart 1979) is een Noorse zanger.
In 2003 verwierf hij bekendheid door zijn deelname aan Melodi Grand Prix, de Noorse nationale finale voor het Eurovisiesongfestival. Hij nam hieraan deel met de pianoballade I'm not afraid to move on. Hasselgård werd niet gezien als een groot kanshebber om de nationale finale te winnen, maar hij wist Noorwegen op zijn kop te zetten met zijn sterke performance en uitstraling. Op het Eurovisiesongfestival 2003 in Riga bracht hij het tot een vierde plaats voor Noorwegen. Hij kreeg 123 punten.
Hasselgård komt uit Fredrikstad, een stad ongeveer 90 km ten zuidoosten van hoofdstad Oslo. Hij liet al jong zijn muzikale talenten zien en leerde op zijn zesde piano spelen. Hij is bekend met de meeste muzikale genres en heeft de laatste jaren op verschillende concerten gezongen in het zuidoosten van Noorwegen.
In 2002 nam Hasselgård een jaar vrij van zijn studies aan het prestigieuze koninklijk conservatorium in Oslo om zich op zijn zangcarrière toe te leggen, naast een fulltimebaan als kleuterleider.
1960: Nora Brockstedt · 
1961: Nora Brockstedt · 
1962: Inger Jacobsen · 
1963: Anita Thallaug · 
1964: Arne Bendiksen · 
1965: Kirsti Sparboe · 
1966: Åse Kleveland · 
1967: Kirsti Sparboe · 
1968: Odd Børre · 
1969: Kirsti Sparboe · 
1971: Hanne Krogh · 
1972: Grethe Kausland & Benny Borg · 
1973: Bendik Singers · 
1974: Anne-Karine Strøm & Bendik Singers · 
1975: Ellen Nikolaysen · 
1976: Anne-Karine Strøm · 
1977: Anita Skorgan · 
1978: Jahn Teigen · 
1979: Anita Skorgan · 
1980: Sverre Kjelsberg & Mattis Hætta · 
1981: Finn Kalvik · 
1982: Jahn Teigen & Anita Skorgan · 
1983: Jahn Teigen · 
1984: Dollie de Luxe · 
1985: Bobbysocks · 
1986: Ketil Stokkan · 
1987: Kate Gulbrandsen · 
1988: Karoline Krüger · 
1989: Britt Synnøve Johansen · 
1990: Ketil Stokkan · 
1991: Just 4 Fun · 
1992: Merethe Trøan · 
1993: Silje Vige · 
1994: Elisabeth Andreassen & Jan Werner Danielsen · 
1995: Secret Garden · 
1996: Elisabeth Andreassen · 
1997: Tor Endresen · 
1998: Lars Fredriksen · 
1999: Stig Van Eijk · 
2000: Charmed · 
2001: Haldor Lægreid · 
2003: Jostein Hasselgård · 
2004: Knut Anders Sørum · 
2005: Wig Wam · 
2006: Christine Guldbrandsen · 
2007: Guri Schanke · 
2008: Maria Haukaas Storeng · 
2009: Alexander Rybak · 
2010: Didrik Solli-Tangen · 
2011: Stella Mwangi · 
2012: Tooji · 
2013: Margaret Berger · 
2014: Carl Espen · 
2015: Mørland & Debrah Scarlett · 
2016: Agnete · 
2017: JOWST feat. Aleksander Walmann · 
2018: Alexander Rybak · 
2019: KEiiNO · 
2021: Tix · 
2022: Subwoolfer · 
2023: Alessandra · 
2024: Gåte ·
2025: Kyle Alessandro
- Bibsys: 2121101
- International Standard Name Identifier: 0000 0004 2452 7288
- MusicBrainz: f21a4b13-c4fb-41a7-8c87-3618b8244f81
- Virtual International Authority File: 222162481